# Police (Lengyelország)
Police (németül: Pölitz) város Lengyelországban a Nyugat-pomerániai vajdaságban, az Odera folyón. Fontos tengeri és folyami kikötő, úgyszintén ipari központ.

## Történelem
1260-ban I. Jó Barnim pomerániai herceg megadta a városi jogokat. A város 1321-től egészen 1808-ig Szczecinhez tartozott.
A vesztfáliai béke után a svédeké lett a település. Pölitz 1719-ben a Porosz Királyság Pomeránia tartományának (Provinz Pommern) részévé vált.
A második világháború idején a német kormány 1939. október 15-i rendelete alapján Pölitzet Nagy-Stettinhez csatolták. 1937 indult be egy nagy szintetikus-üzemanyag gyár, (a német Hydrierwerke Pölitz AG), amely a stutthofi koncentrációs tábor egyik telephelye lett. A Harmadik Birodalom által meghódított országokból elhurcolt mintegy 30 000 fogoly szintetikus repülőbenzint állított itt elő. A gyár és a város többször is a szövetséges légi támadások célpontja volt. 1945-1946 a Vörös Hadsereg elfoglalta a várost. 1946-ban a várost hivatalosan átadták a lengyel hatóságoknak (Enklawa Policka). Az egykori náci gyár helyén ma egy múzeum van. (Muzeum Historyczne „Skarb” w Policach).
1969 óta létezik itt a Zakłady Chemiczne Police vegyi gyár, amelyik titán-dioxidot és műtrágyákat állít elő. A kikötőt eredetileg a gyár szállítási szükségleteinek kielégítésére építették.
2006 óta a Policei Körzeti Kórház része a szczecini Pomerániai Orvosi Egyetem  1. Klinikai Kórházának.
Turisztikai látnivalók például: az óváros, a 14. századi kolostor romjai Police-Jasienicaban, a náci gyár múzeuma és a Szczecini-öböl környéke. Az óváros középkori kápolnájában egy utazási iroda működik.

## Városrészek
- Stare Miasto (Óváros): a volt Marian templom kápolnája a 15. századból, a 20. század eleji neogótikus templom, Lapidárium Polickie az óvárosi parkban
- Mścięcino: a régi település dombja és a korábbi Stutthof koncentrációs tábor
- Jasienica: gótikus templom a 14. századból és a 14. századi kolostor romjai
- Dąbrówka
- Osiedle Gryfitów: gyári múzeum (Hydrierwerke Pölitz AG)
- Osiedle Księcia Bogusława X
- Osiedle Anny Jagiellonki

## Oktatás és tudomány
- A szczecini Pomerániai Orvosi Egyetem

## Sport
- Chemik Police

## Média

### Újságok
- "Magazyn Policki"
- "Wieści Polickie"

### Televíziók
- Telewizja Police

## Közlekedés
A városnak van tengeri kikötővel és helyi utak. A busz hálózata a Szczecin városával van megosztva (buszvonalak a nap folyamán és éjszakai vonalak).

## A városban született vagy a városhoz máshogyan kapcsolódó ismert személyek
- Ludwig Giesebrecht (1792-1873), porosz történész, filozófus, pedagógus és költő
- Oskar Picht (1871-1945), német tanár és mérnök, 1899-ben feltalálta és megalkotta az első, a Braille-íráshoz való írógépet, avagy Braille-írógépet
- Hans Modrow (1928-), német politikus és közgazdász, az NDK utolsó kommunista miniszterelnöke
- Aleksander Doba (1946-), lengyel utazó, kajakos, hódító és felfedező

## Partnervárosok
- Новий Розділ, Ukrajna
- Pasewalk, Németország